# トゥー・ヒューマン
『トゥー・ヒューマン』 （Too Human）はシリコンナイツが開発し、Xbox 360でマイクロソフトから発売されたアクションRPGである。
キャッチコピーは“人間のカラダを捨てた。人間でいるために”。
本作は公式サイトを含め、メディアでは"『Halo 3』、『Gears of War』に続く超大作アクション"といわれている。
初回特典はスペシャル・アーマーのダウンロード・コード。これは1回限りしか利用できないものとなっている。

## ストーリー
遠い未来、人類と機械との間で全面戦争が勃発する。この戦いはやがて反物質兵器、核など大量破壊兵器を用いた核戦争にシフトし、ついには核の冬を迎える。これにより人類は絶滅の危機に直面し、生き残ったわずかな人々はミズガルズと呼ばれる最後の都に避難した。
そんな中、戦士たちは人々を守るべく精神と肉体をインプラントで強化。人間の能力をあらゆる面で超越し、まさしく『神（アシール）』と呼ばれるのに相応しいものとなった。後にこのことは神々の夜明けと呼ばれるようになり、彼らの活躍によりミズガルズの平和は保たれていた。
神々の夜明けから数百年後のある日、アシールのひとり・バルドルはミズガルズの酒場を訪れた際、いきなり現れた機械の化物が酒場にいた人々を捕食する事態に遭遇する。バルドルはこれを何とか退けるものの、機械が人間を食べるという非常識な行動に危機を感じ、アシールの番人・ヘイムダルに一連の報告をする。さらに、バルドルは先に取り逃がした機械の獣・グレンデルを始末するため、武装捜索部隊を率いて『壁の外』つまりミズガルズの外へと赴く。

## キャラクター
本作にはバルドルらアシールの他にも、協力者としてミズガルズの兵士たちが多数登場し、後述のマーチンのように固有の名称を持った者もいる。
また、敵勢力にはロキとヘル父子以外にも、戦闘機械のゴブリンやダークエルフ、トロールなどが登場する。

### ミズガルズ
バルドル（Baldur）
声：小山力也
本作の主人公。最も若いアシールであるが、年齢は200を超えているといわれる。オーディンを父に持ち、人々に最も好かれているアシールでもあり、人々とも酒を飲み交わすことが多い。
事情あって彼は記憶の一部を失っている。しかしながら愛する妻ナンナを失ったことは覚えている。
ヘイムダル（Heimudall）
声：中村秀利
アシールの番人で、自分たちの計画が狂いなく進行するための監視役でもある。
フレイヤ（Freya）
声：加藤沙織
世界樹ユグドラシル、サイバースペースに精通したアシール。サイバースペース上の精霊たちと頻繁に交流している。
トール（Thor）
声：石井康嗣
恐れ知らずで勇猛果敢なアシール。ミョルニルを振り回し暴れる姿は豪快そのもので、非常に高い戦闘能力を持つ。一方で考えることは不得意であり、バルドルからもう少し頭を使うべきよう言われて言える。
テュール（Tyu）
声：屋良有作
ミズガルズの武器庫の番人。名の発音は『チュール』。
過去フェンリルに右手を食べられてしまったため、右手に機械の義手を装着している。物語後半では伝説の猟犬と雌雄を決することとなる。
イドゥン（Idun）
声：加藤沙織
サイバネティクス技術のプロフェッショナルで、アシールたちが超人的能力を保持するのに重要な存在である。
オーディン（ODIN / Organically Distributed Intelligence Network）
声：石塚運昇
人類の守護者として、サイバネティクス技術とルーンによってアシールたちを生んだ存在。
2羽のカラスフギンとムニンを通して世の中を見守っている。
スクルド（Skuld）
声：田中敦子
サイバー・スペース、ユグドラシルを司る精霊。ノルン。
マーチン / ファースト・ウルフ（Martin / FirstWolf）
ミズガルズの兵士。物語冒頭から終盤までバルドルと共に戦った普通の人間。別名『ファースト・ウルフ』。
第4章クライマックス直前、彼は重傷の戦友を庇いながら戦うも、敵の大群に包囲され絶望的な状況に陥る。彼はそこで、庇っていた仲間を迎えに来たヴァルキリーと出会う。

### 敵勢力
ロキ（Loki）
声：石塚運昇
アシールの一人であったが、オーディンを裏切り機械の軍勢と同調する。
ヘル（Hel）
声：本田貴子
ロキの娘で、同時にヘルヘイムの支配者である。消耗感染症に犯されているらしく、それを直すため不気味な実験を続けている。そしてその高度な技術は本作のストーリーの重要な部分に関連していた。

### その他
ヴァルキリー
謎の存在。ミズガルズの戦士が倒れると、天から現れ戦死者をヴァルハラへと連れてゆく。ちなみにプレイヤーも例外ではない。

## ゲーム・システム
本作』では右スティックを主体とした直感的な操作方法が特徴である。文字通り敵を攻撃するには敵のいる方向に向かって、右スティックを倒すだけで近接攻撃を行うことができる。具体的には「ジャグル」「スライド」というアクションがある。詳しくはコンバット・アクション節を参照のこと。
また、銃器による射撃はRトリガとなっている。こちらも近接攻撃同様、射撃中にスティックを操作することにより射撃目標を切り替えることができる。また、射撃中にクリックすれば弾薬（またはエネルギー）をリロード（リチャージ）する。発射する弾頭はスラグ（実弾）、プラズマ、レーザーの3種類に分類される。銃器によっては二丁拳銃であったり、グレネードランチャーやキャノン砲が装備されていたりする。詳細は武器節を参照のこと。
ゲーム開始に当たっては主人公のクラスを決めることとなり、クラスは後から変更することができない。
チャンピオン
万能型。冒頭のムービーシーンにおいてバルドルはこの姿なので、デフォルトといえるクラスである。
コマンドー
銃器による戦闘に長けたクラス。ちなみにミズガルズの兵士たちは、大半がこのクラスである。
ディフェンダー
防御力が高く、近接戦闘に向いたクラス。ちなみに、ミズガルズの上級戦士はこのクラスに属し、グレネード、マシンガンなどで重武装をしている。
ベルセルク
ディフェンダーとは正反対で攻撃力が高いが、ディフェンダー同様接近戦での能力が高い。二刀流が出来るなどCQCに対するアドバンテージもある。ちなみに、少数ながらミズガルズの兵士にもこのクラスに属する者もいる。
バイオ・エンジニア
自己再生能力を持ち、生存率の高いクラス。

## 武器
剣

ハンマー

スタッフ

ハンドガン
このカテゴリーは二丁で1つの武器となっており、常に二丁拳銃である。右トリガーと左トリガで左右のピストル個別に発射が可能。スティック捌きによっては、左右の銃でそれぞれ違う目標を狙うことも。
アサルトライフル
コマンドー・クラスとなると、このカテゴリーがメイン・ウェポンとなると思われる。ライフルは各種グレネード・ランチャーを装備しており、左トリガーで発射する。
キャノン
サイバネティクス専用のカテゴリー。

## アンリアル・エンジンの使用に関する問題
シリコンナイツは本作の開発にあたり、Epic GamesからUnreal Engine 3のライセンスを受けたものの、本体の発売から半年以内に完全なバージョンを提供するという約束を反故にされたことでゲーム開発や発売に支障が出たとして、Epic Gamesを起訴した。